# Crash du Lokomotiv Iaroslavl
Vol Yak-Service 9633
Le crash du Lokomotiv Iaroslavl est l'accident d'un vol charter international, le vol Yak-Service 9633, à destination de Minsk, en Biélorussie,  le 7 septembre 2011, assuré par un Yakovlev Yak-42 de la compagnie aérienne russe Yak-Service (en) et transportant l'équipe russe du Lokomotiv Iaroslavl (de la ligue de hockey sur glace KHL), qui s'est écrasé lors du décollage de l'aéroport Tounochna de Iaroslavl, en Russie. 
Sur les 45 personnes présentes à bord, 44 ont été tuées dans le crash, dont 36 joueurs du Lokomotiv (l'un d'entre eux, blessé, est décédé cinq jours plus tard des suites de ses brûlures). Il y a eu un seul survivant, un ingénieur navigant. 
L'enquête a conclu qu'un des pilotes avait involontairement appuyé sur les freins pendant le décollage, empêchant ainsi l'avion d'accélérer. L'avion n'a décollé que 400 m après l'extrémité de la piste en dur, à une vitesse trop faible pour s'élever à plus de quelques mètres. Il a ensuite heurté l'antenne du localizer au delà de la piste, s'est écrasé au sol et a pris feu. Elle a également démontré que la formation de l'équipage sur le Yak-42 et la préparation du décollage étaient insuffisante, et leurs actions mal coordonnées. Les licences des pilotes avaient été établies sur la base de documents falsifiés et l'un d'entre eux souffrait de problèmes médicaux. 
À la suite de cet accident, un audit a révélé que la compagnie Yak-Service (en) présentait de graves lacunes en matière de sécurité. Elle a été définitivement interdite d'exploitation le 21 septembre 2011.

## L'accident
Le programme prévoyait de partir à vide de l'aéroport international de Vnoukovo, à Moscou, de faire une escale à l'aéroport Tounochna, desservant la ville de Iaroslavl, pour embarquer les passagers, puis de se rendre vers sa destination, l'aéroport international de Minsk.
Le Lokomotiv Iaroslavl devait disputer à Minsk, capitale de la Biélorussie, son premier match de la saison 2011-2012 face au Dinamo Minsk. La plupart des membres du Lokomotiv (joueurs et personnel) étaient à bord, ayant pour pays d'origine la Russie, la Biélorussie, la Lettonie, l'Ukraine, l'Allemagne, la République tchèque, la Slovaquie, la Suède ou le Canada,.
Le jour de l'accident, la météo à l'aéroport était bonne, avec des vents légers, une bonne visibilité et une température de 18 °C. Le vol 9633 est entré sur la piste 05/23 par la voie de circulation 5, située à 300 m du seuil de piste. La piste 05/23 mesurait 3 000 m de long, ce qui laissait 2 700 m pour la course au décollage de l'avion. Après qu'il a été autorisé à décoller, l'appareil a accéléré jusqu'à une vitesse estimée à 120 nœuds (230 km/h) mais n'a pas réussi à décoller. Le Yak-42 a dépassé l'extrémité de la piste sur 400 m avant de finalement décoller. L'aile gauche a ensuite heurté le mât de l'antenne du localizer, située à environ 450 m de l'extrémité de la piste, sans parvenir à s'élever à plus de 6 m au dessus du sol.
Après les dégâts causés par l'impact de l'extrémité de l'aile avec le mât, l'avion a rapidement viré à gauche et s'est écrasé sur la rive de la rivière Tunoshonka, à 200 m de l'endroit où elle rejoint la Volga et près d'où le Forum politique mondial devait se tenir les jours suivants, perdant son empennage lors de l'impact tandis que la partie avant du Yak-42 s'est désintégrée. La section de queue s'est immobilisée dans l'eau, tandis que le reste du fuselage a été retrouvé sur la terre ferme. L'emplacement de l'épave était à environ 2,5 km de l'extrémité de la piste de l'aéroport.

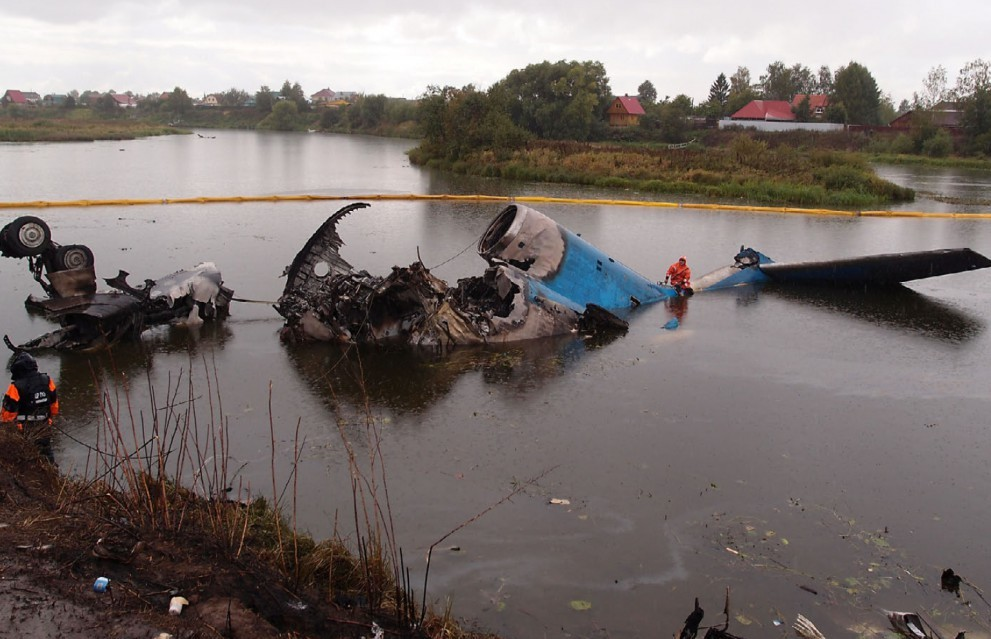
La section arrière de l'appareil, photographiée après l'accident.

Quarante-trois passagers meurent sur le coup et seulement deux, dans un premier temps, survivent au crash : un membre de l'équipage, l'ingénieur de vol Aleksandr Sizov, 52 ans, et le joueur Aleksandr Galimov, retrouvés grièvement blessés. Galimov est brûlé sur 80 à 90 % du corps, souffre de nombreuses fractures et son système respiratoire est très endommagé : dans un état critique, il est transféré le 8 septembre à l'Institut de chirurgie Vichnevski de l'Académie russe des Sciences médicales, à Moscou. Sizov est brûlé sur 15 % du corps, a des fractures à la hanche, aux côtes et au crâne et des blessures à la poitrine. Au vu de leur état, les deux sont maintenus, pour un temps, dans un coma artificiel et Galimov est, de plus, sous ventilation artificielle. Le 12 septembre, la mort de Galimov est officialisée.

## L'avion
L'appareil impliqué est un Yakovlev Yak-42D immatriculé RA-42434, dont le numéro de série est 4520421301017. Son premier vol a eu lieu en 1993, pour le compte de Tatarstan Airlines. Lors de l'accident, il est utilisé depuis peu par la compagnie aérienne Yak-Service (en).
En 2009, alors utilisé par Tatarstan Airlines, cet avion avait été interdit de survol de l'Union européenne, en raison de préoccupations de sécurité et de navigabilité. L'avion n'a plus été autorisé à survoler cette zone car aucune amélioration du système d'avertissement de proximité du sol et du système obligatoire d'évitement, anti-collision, n’a été installée.
En 2010, l'opérateur Yak-Service a été interdit de vol dans l'espace aérien européen, le 18 mai, par le Ministère des Transports russe. Le 11 août 2010, ces restrictions sont levées par les autorités russes. Néanmoins, la Commission européenne ne trouve pas suffisants les équipements présents sur les avions de la société Yak-Service et interdit de vol dans l'espace européen deux Yak-40 (les numéros RA-87648 et RA-88308).
À la suite de cet accident, un audit a révélé que la compagnie Yak-Service (en) présentait de graves lacunes en matière de sécurité. Elle a été définitivement interdite d'exploitation le 21 septembre 2011.

## Les passagers

### Les joueurs
| Nom                  | Âge    | Poste         | Nationalité      | Survivant |
| -------------------- | ------ | ------------- | ---------------- | --------- |
| Vitali Anikeïenko    | 24 ans | Défenseur     | Russe Ukrainien  | Non       |
| Mikhaïl Balandine    | 31 ans | Défenseur     | Russe            | Non       |
| Maksim Chouvalov     | 18 ans | Défenseur     | Russe            | Non       |
| Pavol Demitra        | 36 ans | Centre        | Slovaque         | Non       |
| Robert Dietrich      | 25 ans | Défenseur     | Allemand Kazakh  | Non       |
| Aleksandr Galimov    | 26 ans | Ailier droit  | Russe            | Non       |
| Artiom Iartchouk     | 21 ans | Ailier gauche | Russe            | Non       |
| Aleksandr Kalianine  | 23 ans | Ailier droit  | Russe            | Non       |
| Marat Kalimouline    | 23 ans | Défenseur     | Russe            | Non       |
| Andreï Kirioukhine   | 24 ans | Ailier droit  | Russe            | Non       |
| Nikita Klioukine     | 21 ans | Centre        | Russe            | Non       |
| Stefan Liv           | 30 ans | Gardien       | Suédois          | Non       |
| Jan Marek            | 31 ans | Centre        | Tchèque          | Non       |
| Sergueï Ostaptchouk  | 21 ans | Ailier gauche | Russe Biélorusse | Non       |
| Iouri Ourytchev      | 20 ans | Défenseur     | Russe            | Non       |
| Karel Rachůnek       | 32 ans | Défenseur     | Tchèque          | Non       |
| Rouslan Saleï        | 36 ans | Défenseur     | Biélorusse       | Non       |
| Kārlis Skrastiņš     | 37 ans | Défenseur     | Letton           | Non       |
| Pavel Snournitsyne   | 19 ans | Centre        | Russe            | Non       |
| Daniil Sobtchenko    | 20 ans | Centre        | Russe Ukrainien  | Non       |
| Guennadi Tchourilov  | 24 ans | Centre        | Russe            | Non       |
| Ivan Tkatchenko      | 31 ans | Ailier gauche | Russe            | Non       |
| Pavel Trakhanov      | 33 ans | Défenseur     | Russe            | Non       |
| Josef Vašíček        | 30 ans | Centre        | Tchèque          | Non       |
| Aleksandr Vassiounov | 23 ans | Ailier gauche | Russe            | Non       |
| Aleksandr Vioukhine  | 38 ans | Gardien       | Ukrainien Russe  | Non       |

Notes :
- Iouri Ourytchev, suspendu pour ce match, a néanmoins tenu à aller à Minsk pour soutenir ses coéquipiers[7]. Deux autres joueurs de l'effectif du Lokomotiv ont échappé à la catastrophe : Artour Amirov et Danil Ierdakov[8].
- Jorma Valtonen, entraîneur des gardiens, n'a pas pris l'avion. Il est resté à Iaroslavl pour s'occuper du Loko.

### Le personnel du Lokomotiv
| Nom                    | Âge    | Fonction                      | Nationalité    | Survivant |
| ---------------------- | ------ | ----------------------------- | -------------- | --------- |
| Brad McCrimmon         | 52 ans | Entraîneur-chef               | Canadien       | Non       |
| Aleksandr Karpovtsev   | 41 ans | Entraîneur                    | Russe          | Non       |
| Igor Koroliov          | 41 ans | Entraîneur                    | Russe Canadien | Non       |
| Iouri Bakhvalov        |        | Analyste vidéo                | Russe          | Non       |
| Aleksandr Beliaïev     |        | Équipement / Kinésithérapeute | Russe          | Non       |
| Mikalaï Kryvanossaw    | 31 ans | Préparateur physique          | Biélorusse     | Non       |
| Ievgueni Kounnov       |        | Kinésithérapeute              | Russe          | Non       |
| Viatcheslav Kouznetsov |        | Kinésithérapeute              | Russe          | Non       |
| Vladimir Piskounov     | 52 ans | Administrateur                | Russe          | Non       |
| Ievgueni Sidorov       |        | Analyste                      | Russe          | Non       |
| Andreï Zimine          |        | Médecin                       | Russe          | Non       |

### L'équipage
| Nom                             | Âge | Nationalité | Fonction         | Survivant |
| ------------------------------- | --- | ----------- | ---------------- | --------- |
| Andreï Solomentsev              |     |             | Commandant       | Non       |
| Igor K. Jivelov                 |     |             | Copilote         | Non       |
| Sergueï V. Jouravlev            |     |             | Mécanicien       | Non       |
| Ielena Sarmatova                |     |             | Agent de bord    | Non       |
| Nadejda Mouzafarovna Maksoumova |     |             | Agent de bord    | Non       |
| Ielena Chavina                  |     |             | Agent de bord    | Non       |
| Vladimir Matiouchkine           |     |             | Ingénieur de vol | Non       |
| Aleksandr B. Sizov              | 52  | Russie      | Ingénieur de vol | Oui       |

## Conséquences sportives
- La saison KHL a été suspendue jusqu'au 12 septembre.
- Le 8 septembre, Piotr Vorobiov accepte la proposition reçue d'entraîner l'équipe du Lokomotiv[9].
- L'Avangard Omsk décide de retirer le numéro 35 d'Aleksandr Vioukhine qui a passé plus de dix ans au club et l'accroche dans la Omsk Arena.
- L'équipe de République tchèque retire les numéros maillots de ses champions du monde : Marek (15), Rachůnek (4) et Vašíček (63). L'équipe de Slovaquie fait de même avec le numéro 38 porté par Pavol Demitra[10].
- Le 10 septembre, Iouri Iakovlev, le président du Lokomotiv annonce que l'équipe ne prend pas part à la saison 2011-2012.
- 40 000 personnes se sont rassemblées à l'Arena 2000 de Iaroslavl en mémoire des victimes le 10 septembre[11].
- Le numéro 1 de Stefan Liv est retiré par le HV71[12].
- Le numéro 24 de Rouslan Saleï n'est plus porté en équipe nationale de Biélorussie.
- Pour la fin de saison 2011-2012, le Lokomotiv intègre la VHL à partir du 12 décembre 2011, et dispute vingt-deux matchs, un contre chaque équipe.

## Causes de l'accident
L'enquête a conclu qu'un des pilotes avait involontairement appuyé sur les freins (en haut de la pédale du palonnier) alors qu'il tirait sur le manche pour décoller, empêchant l'avion d'accélérer. L'avion n'a finalement décollé que 400 m après l'extrémité de la piste en dur, à une vitesse trop faible, heurté une antenne ILS, décroché vers la gauche à quelques mètres de hauteur et s'est écrasé au sol.
La préparation du décollage et la coordination entre les membres d'équipage s'est avérée insuffisante. La vitesse de décision (V1) calculée était erronée, le commandant de bord, devant l'impossibilité de décoller, a demandé tardivement au mécanicien d'appliquer la puissance de décollage, alors que le copilote, croyant à un problème de plan fixe horizontal (compensateur) l'a modifié à cabrer, ce qui a contribué au décrochage. 
À l'origine de l'erreur de pilotage, les pilotes et le mécanicien navigant n'avaient pas reçu de formation suffisante sur Yak-42. Ils étaient habitués au Yak-40, plus petit et dont les freins n'étaient pas placés au même endroit. Les licences les autorisant à piloter l'avion avaient été établies sur la base de documents falsifiés. Le copilote souffrait de problèmes médicaux et avait pris du Phénobarbital, un médicament pouvant affecter ses capacités.

## Médias
L'accident a fait l'objet d'un épisode dans la série télé Air Crash nommé « Envol impossible » (saison 12 - épisode 5).